# Sven Roes
Sven Roes (26 novembre 1999) è un pattinatore di short track olandese.

## Biografia
Ha iniziato a praticare lo short track all'età di 10 anni. Ha frequentato un corso professionale (MBO) in ICT e, successivamente, ha lavorato come pizzaiolo e fattorino prima di diventare un atleta professionista. Con il suo compagno di allenamento Steyn Land ha realizzato video per il canale YouTube Broezn. 
Nella stagione 2017-2018 ha dovuto affrontare diversi infortuni. Un sovraccarico al ginocchio durante l'estate lo ha costretto a due mesi di riposo. Quando è tornato sul ghiaccio a dicembre, durante una gara StarClass a Oberstdorf, ha subito una spinta che lo ha fatto cadere, provocandogli una distorsione alla caviglia. Due mesi dopo, alla StarClass di Heerenveen, ha conquistato l'argento. Un mese dopo, a marzo 2018, è diventato per la prima volta campione olandese tra gli Junior A, vincendo tutte le distanze individuali, oltre a ottenere l'argento nella staffetta.
Ai mondiali giovanili di Montréal 2019 ha vinto l'argento nella staffetta con Bram Steenaart, Jens van 't Wout e Melle van 't Wout.
Ha ottenuto la prima medaglia continentale agli europei di Debrecen 2020, vincendo l'argento nella staffetta 5000 m, con Daan Breeuwsma, Dylan Hoogerwerf, Itzhak de Laat e Dennis Visser, senza sendere sul ghiaccio nella finale.
Ha rappresentato i Paesi Bassi ai Giochi olimpici invernali di Pechino 2022, dove è stato eliminato in semifinale nei 1500 m, ottenendo poi il quarto posto nella finale B. Con Itzhak de Laat, Sjinkie Knegt e Jens van 't Wout ha gareggiato nella staffetta 5000 m con cui ha chiuso a 7º posto nella finale B.
Nell'aprile 2022 ai mondiali di Montréal ha conquistato l'argento nella staffetta 5000 m, assieme a Itzhak de Laat, Friso Emons e Sjinkie Knegt.
All'inizio della stagione 2022-2023 si è sottoposto ad un intervento chirurgico all'anca per riparare una lesione al labbro acetabolare, la cartilagine che mantiene la testa del femore all'interno dell'articolazione dell'anca. A causa dell'infortunio, non ha potuto gareggiare per tutta la stagione.
Ai campionati europei di Dresda 2025 ha vinto la medaglia d'argento nei 1500 m, a pari merito con il belga Stijn Desmet, terminando alle spalle del connazionale Jens van 't Wout.

## Palmarès
- Mondiali

Montréal 2022:argento nella staffetta 5000 m;
- Europei

Debrecen 2020: argento nella staffetta 5000 m;
Dresda 2025: argento nei 1500 m;
- Mondiali junior

Montréal 2019: argento nella staffetta 3000 m;